# Nakagawa Toshiyuki
Toshiyuki Nakagawa (sinh ngày 6 tháng 4 năm 1976) là một cầu thủ bóng đá người Nhật Bản.

## Sự nghiệp câu lạc bộ
Toshiyuki Nakagawa đã từng chơi cho Kashiwa Reysol.